# Путивльська вулиця (Київ)
Пути́вльська ву́лиця — вулиця в Деснянському районі міста Києва, селище Биківня. Пролягає від вулиці Кіото до Путивльського провулку.
Прилучаються Латвійська вулиця, провулки Токмацький, Бобринецький, вулиця Радистів, провулки Броварський та Кадіївський і вулиця Кадіївська.

## Історія
Вулиця виникла в 50-ті роки XX століття під назвою: 424-та Нова. Сучасну назву отримала в 1955 році, на честь міста Путивль.

## Установи та заклади
- Загальноосвітня спеціалізована школа № 23 з поглибленим вивченням англійської мови (буд. № 35)